# Laura Vicente
Laura Vicente (São Paulo, 3 de março de 1989), é uma apresentadora, repórter, atriz e modelo brasileira.

## Biografia e carreira
Laura Vicente estudou moda no Centro Universitário Senac e, em 2009, durante o ultimo ano da graduação, entrou no show Temporada de Moda Capricho. Não ganhou o reality, mas foi contratada pelo canal Boomerang para ser representante do canal na América Latina e trabalhar em eventos dentro e fora do país, além de voltar ao programa que a lançou na função de repórter. Com a oportunidade, Laura entrevistou personalidades da moda e entretenimento, como Avril Lavigne, Jim Parsons, Tyra Banks, Manu Gavassi, Alexandre Herchcovitch, Érica Palomino e outros.
Em 2014, foi contratada pelo Multishow e pelo canal Bis, fazendo sua primeira cobertura de festival, o Lollapalooza Brasil. No ano seguinte, foi convocada para a cobertura do Rock In Rio. Desde então, Laura é uma das principais apresentadoras e repórteres dos canais em transmissões de festivais de música.
Também em 2015, assumiu o programa A Eliminação, substituindo Dani Monteiro, que entrou em licença-maternidade. Em 2016, virou apresentadora do Retrospectiva BBB, que relembra os melhores momentos da ultima edição do reality e desde 2017, ao lado de Dedé Reicher, é apresentadora e repórter do programa Bastidores, que mostra o backstage de grandes eventos no Brasil e exterior.
Em paralelo à sua carreira na TV, é formada em atuação pelo Célia Helena Centro de Artes e Educação e começou a atuar em peças de teatro em 2013. Além disso, trabalha como modelo e esteve em campanhas para grandes marcas.

## Filmografia

### Televisão
| Ano           | Título                                | Função                  |
| ------------- | ------------------------------------- | ----------------------- |
| 2009          | Temporada de Moda Capricho            | Participante            |
| 2010-2011     | Temporada de Moda Capricho            | Repórter                |
| 2010-2011     | NoCapricho                            | Repórter                |
| 2011-2012     | Teen Choice Awards                    | Repórter                |
| 2012-2013     | São Paulo Fashion Week                | Repórter                |
| 2014-2019     | Lollapalooza Brasil                   | Apresentadora/Repórter  |
| 2014          | Samba São Paulo                       | Repórter                |
| 2014          | Especial BBB Rumo Aos 15              | Apresentadora           |
| 2015          | A Eliminação                          | Apresentadora           |
| 2015          | Festival de Verão de Salvador         | Bastidores              |
| 2015-2019     | Rock In Rio                           | Apresentadora/Repórter  |
| 2016-2019; 24 | Prêmio Multishow de Música Brasileira | Apresentadora/Repórter  |
| 2016-2020     | Retrospectiva BBB                     | Apresentadora           |
| 2017-presente | Bastidores                            | Apresentadora/Repórter  |
| 2018          | Villa Mix                             | Repórter                |
| 2018          | Popload Festival                      | Repórter                |
| 2018-2019     | TVZ                                   | Apresentadora Convidada |
| 2020          | Festival de Verão de Salvador         | Repórter                |
| 2020          | Se Sobreviver, Case                   | Narradora               |

### Internet
| Ano       | Título                        | Função/Personagem       | Notas    |
| --------- | ----------------------------- | ----------------------- | -------- |
| 2014      | Vibra                         | Júlia                   | Websérie |
| 2014-2019 | Lollapalooza Brasil           | Apresentadora/Repórter  |          |
| 2015-2019 | Rock In Rio                   | Apresentadora/Repórter  |          |
| 2015/2020 | Festival de Verão de Salvador | Repórter                |          |
| 2016-2019 | Prêmio Multishow              | Apresentadora/Repórter  |          |
| 2018-2019 | TVZ                           | Apresentadora Convidada |          |

### Cinema
| Ano  | Título                  |
| ---- | ----------------------- |
| 2014 | Selfie (curta-metragem) |

## Teatro
| Ano           | Título                          |
| ------------- | ------------------------------- |
| 2013          | As Vantagens de Ser Invisível   |
| 2013          | Morte e Vida Severina           |
| 2014          | Vem Buscar-Me Que Ainda Sou Teu |
| 2015-presente | Fortes Batidas                  |